# Топилівська сільська рада
Топи́лівська сільська́ ра́да — адміністративно-територіальна одиниця та орган місцевого самоврядування в Чигиринському районі Черкаської області. Адміністративний центр — село Топилівка.

## Загальні відомості
- Населення ради: 1 113 особи (станом на 2001 рік)

## Населені пункти
Сільській раді підпорядковані населені пункти:
- с. Топилівка

## Склад ради
Рада складається з 20 депутатів та голови.
- Голова ради: Крамаренко Михайло Іванович
- Секретар ради: Зубаченко Валентина Василівна

### Керівний склад попередніх скликань
| Прізвище, ім'я, по батькові | Основні відомості                                                                       | Дата обрання | Дата звільнення |
| --------------------------- | --------------------------------------------------------------------------------------- | ------------ | --------------- |
| Крамаренко Михайло Іванович | Сільський голова, 1954 року народження, освіта середня спеціальна, безпартійний         | 26.03.2006   | 31.10.2010      |
| Крамаренко Михайло Іванович | Сільський голова, 1954 року народження, освіта середня спеціальна, член Партії регіонів | 31.10.2010   |                 |

Примітка: таблиця складена за даними сайту Верховної Ради України

### Депутати
За результатами місцевих виборів 2010 року депутатами ради стали:

#### За суб'єктами висування
| Суб'єкт висування | Кількість обраних депутатів | %   |
| ----------------- | --------------------------- | --- |
| Самовисування     | 20                          | 100 |

#### За округами
| № округу | Прізвище, ім'я, по батькові     | Дата визнання обраним | Освіта | Партійна приналежність | Відомості про обраного депутата             |
| -------- | ------------------------------- | --------------------- | ------ | ---------------------- | ------------------------------------------- |
| 1        | Шейко Галина Іванівна           | 01.11.2010            | вища   | позапартійна           | Ветеринарна дільниця, ветеринарний лікар    |
| 2        | Пойда Тамара Михайлівна         | 01.11.2010            | вища   | позапартійна           | Топилівська сільська рада, касир-обліковець |
| 3        | Бершадська Валентина Максимівна | 01.11.2010            | вища   | позапартійна           | тимчасово не працює                         |
| 4        | Тяско Аліна Василівна           | 01.11.2010            | вища   | позапартійна           | тимчасово не працює                         |
| 5        | Лисохмара Любов Михайлівна      | 01.11.2010            | вища   | позапартійна           | Тіньківський будинок культури, директор     |
| 6        | Лисохмара Ніна Михайлівна       | 01.11.2010            | вища   | позапартійна           | ПП «Колос Чигиринщини», лаборант            |
| 7        | Сажко Ольга Яківна              | 01.11.2010            | вища   | позапартійна           | пенсіонер                                   |
| 8        | Темченко Василь Петрович        | 01.11.2010            | вища   | член Партії регіонів   | ПП «Колос Чигиринщини», головний інженер    |
| 9        | Коркоць Микола Григорович       | 01.11.2010            | вища   | позапартійний          | ПП «Колос Чигиринщини», вагар               |
| 10       | Оржехівська Ніна Романівна      | 01.11.2010            | вища   | член Партії регіонів   | Тіньківський НВК, директор                  |
| 11       | Пшиченко Ганна Миколаївна       | 01.11.2010            | вища   | позапартійна           | Поштове відділення, завідувач               |
| 12       | Онопрієнко Оксана Григорівна    | 01.11.2010            | вища   | член Партії регіонів   | Тіньківський НВК, вчитель                   |
| 13       | Зубаченко Валентина Василівна   | 01.11.2010            | вища   | член Партії регіонів   | Топилівська сільська рада, секретар         |
| 14       | Зубаченко Петро Миколайович     | 01.11.2010            | вища   | член Партії регіонів   | тимчасово не працює                         |
| 15       | Семенченко Лідія Михайлівна     | 01.11.2010            | вища   | позапартійна           | тимчасово не працює                         |
| 16       | Остапенко Катерина Григорівна   | 01.11.2010            | вища   | позапартійна           | ПП «Колос Чигиринщини», бухгалтер           |
| 17       | Рогата Ніна Михайлівна          | 01.11.2010            | вища   | позапартійна           | Топилівська сільська рада, бухгалтер        |
| 18       | Семенченко Іван Олексійович     | 01.11.2010            | вища   | член Партії регіонів   | Насосна станція, сторож                     |
| 19       | Третяк Лілія Михайлівна         | 01.11.2010            | вища   | член Партії регіонів   | Тіньківський НВК, кухар                     |
| 20       | Тимошенко Лідія Іванівна        | 01.11.2010            | вища   | позапартійна           | тимчасово не працює                         |